# Palmepapir
Palmepapir er en type af naturpapir som i ældre tid, navnlig i Indien, anvendtes til at skrive på. 
Palmepapir produceres ved at talipot- eller palmyrapalmens blade skæres på langs, hvorpå disse enten direkte eller efter kogning i mælk eller vand udvalses og tørres.